# Watertoren (Eindhoven Willem Elsschotlaan)
De oude watertoren in Eindhoven is gebouwd in 1904 door Visser & Smit Hanab en stond aan de Willem Elsschotlaan. De watertoren had een hoogte van 39,60 meter en had een waterreservoir van 300 m³.
In de jaren zestig was de capaciteit van de toren onvoldoende geworden. In 1970 werd de toren afgebroken en bouwde men een nieuwe krachtigere toren aan de Anton Coolenlaan.